# 영국 왕립 공군
왕립 공군(王立空軍, 영어: Royal Air Force, RAF)은 1918년 4월 21일에 창설되었으며, 현재 작전 가능한 공군기 약 900대를 보유하고 있다.초기의 목적은 지상군의 보조나 전략폭격 등이었지만, 현 임무는 적 제공세력에 맞선 영국의 방어와 해외에서의 영국 이권수호 등이다.

## 임무
영국 공군의 임무는 영국 국방부의 지원을 받아 보안을 책임지고, 영국 본토와 영국령 해외 영토를 방어하는 것과 테러를 방지하는 것이다. 또한 세계 평화와 안전을 지키는 것이다. 현재 영국 왕립공군의 주요임무는 영국과 영국령 부속영토의 영공을 지키고 해안을 초계하며 다른 나라의 침략을 막고 테러지원국에 대한 폭격/공습이다.

## 기지
영국 공군의 주요기지는 RAF 로지미스, RAF 마르햄, RAF 컨친그리 등이 있다. 해외기지로는 키프로스의 영국군사구역, 몰타의 기지, 포클랜드 제도의 방어기지, 캐나다의 영국공군 훈련대 지지 등이 있다.

## 비행기

### 공격기
지상 공격 임무는 토네이도 GR4가 담당하고 있다. 토네이도 전투기는 스톰 섀도 공중발사 순항 미사일과 레이저 유도 폭탄, ALARM 대레이다 미사일을 탑재한다.

### 제공 전투기
영국 공군의 제공 전투기로서는 유로파이터 타이푼이 있다. 유로파이터는 델타익에 카나드를 달고 있으며, AIM-120 AMRAAM을 발사할 수 있다. 또 스톰 섀도, AGM-84 하푼 등 공대지(공대함) 능력도 갖추고 있다. 공대지 전투기로서는 유로파이터 FGR4를 보유한다. 유로파이터 FGR4는 고정익에 스톰셰도 미사일로 무장한다.

## 장비

### 전투기
- 유로파이터 146대
- F-35 라이트닝 II 17대

### 조기경보기
- E-3 센트리 6기

### 전자전기
- 보잉 RC-135 3기
- 레이시온 센티넬 5기
- 비치크래프트 셰도우 6기

### 수송기 및 공중급유기
- 에어버스 보야저 14기
- 에어버스 아틀라스 16기
- C-17A 글로브 마스터 III: 8대
- C-130J 슈퍼 허큘리스 24기
- 브리티시 에어로스페이스 146 4기

### 헬기
- 치누크 60기
- 벨 412 4기
- 웨스트랜드 푸마 24기
- 아구스타 웨스트랜드 AW109 1기
- 웨스트랜드 시 킹 30기

### 고등훈련기
- BAE 호크 153기

### 훈련기
- 그로브 튜터 119기
- 그로브 빌레진트 65기
- 그로브 바이킹 81기
- 쇼트 투카노 82대

## 같이 보기
- 영국 육군
- 영국 해군
- 영국 해병대